# Troglocylisticus cyrnensis
Troglocylisticus cyrnensis là một loài chân đều trong họ Cylisticidae. Loài này được miêu tả khoa học năm 1983 bởi Ferrara & Taiti.